# Fontána Censier

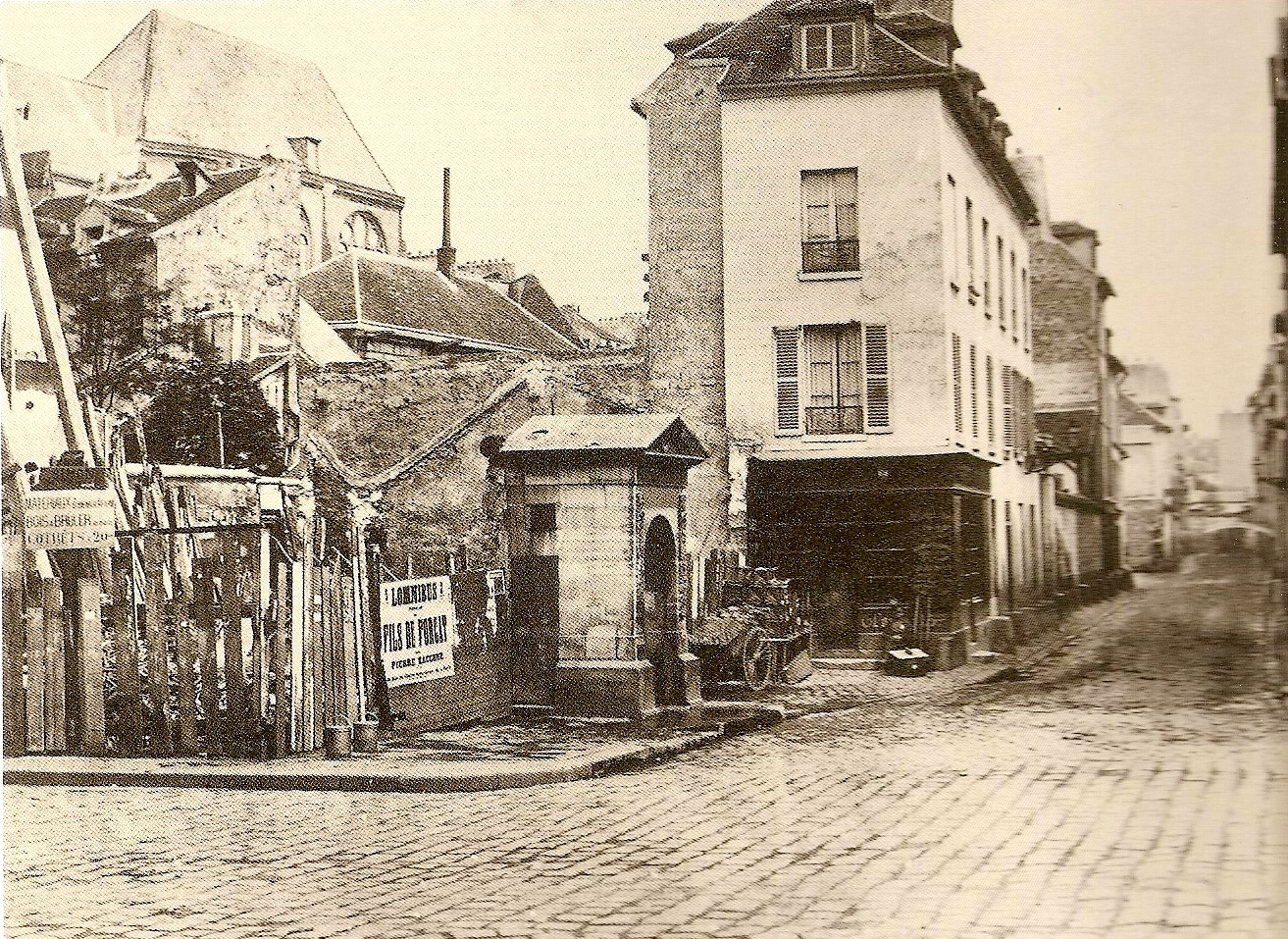
Charles Marville zachytil fontánu v roce 1865 krátce před její demolicí

Fontána Censier (francouzsky fontaine Censier) též Bakchova fontána (fontaine de Bacchus) je zaniklá novoklasicistní fontána v Paříži. Nacházela se na rohu ulic Rue Censier a Rue Mouffetard. Byla zbořena při Haussmannově přestavbě Paříže. Její název je odvozen od ulice Censier.

## Historie
Za prvního císařství vydal Napoleon Bonaparte 2. května 1806 dekret, kterým nařídil postavit v Paříži 15 nových fontán. Technickou realizací byl pověřen inženýr François-Jean Bralle a uměleckou výzdobou fontány Censier sochař Achille Valois. Fontána byla napájena z akvaduktu přivádějícího vodu z Rungis. V letech 1867-1867 byla fontána odstraněna při rozsáhlé modernizaci Paříže.

## Popis
Fontánu tvořil výklenek zakončený trojúhelníkovitým frontonem. Uprostřed výklenku byla socha poloviny těla Satyra (nebo Fauna) držícího měch, ze kterého vytékala voda. S odkazem na vinice, které se tehdy rozkládali na svazích montagne Sainte-Geneviève, byla postava po stranách doplněna dvěma pilastry zdobenými vinnou révou a hrozny. Voda z měchu dopadala do čtvercové nádrže, která měla po každé straně maskaron ve tvaru lví hlavy sloužící jako přepad.